# Festival du film de Giffoni
 (juillet 2015).
Pour les articles homonymes, voir GFF.

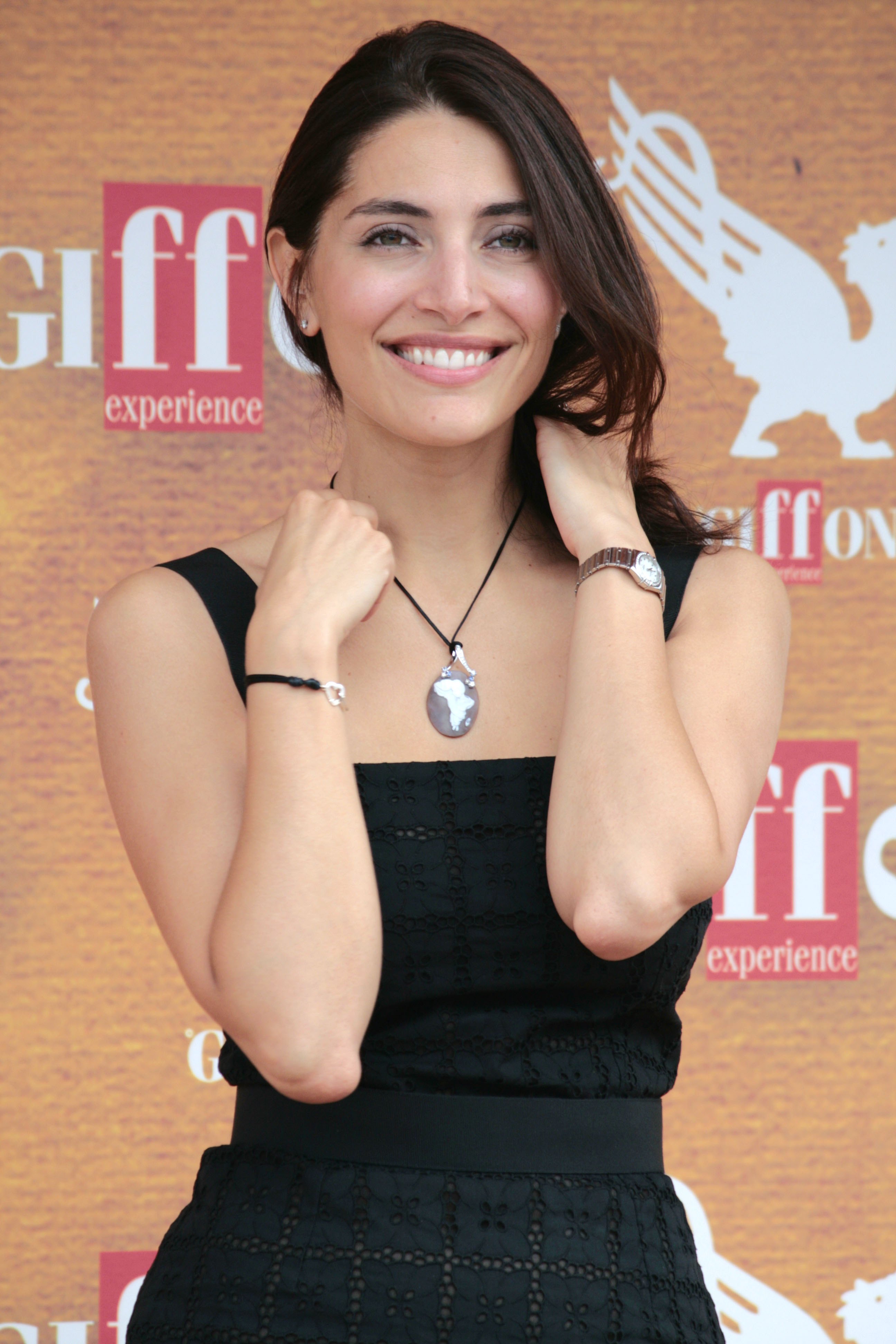
Caterina Murino au Festival du film de Giffoni en 2010.

Le Festival du film de Giffoni (Giffoni Film Festival, GFF) est un festival italien consacré au cinéma pour la jeunesse, qui se tient à Giffoni Valle Piana (Campanie).

## Historique
Le Festival du film de Giffoni a été fondé en 1970 par Claudio Gubitosi, alors âgé de dix-huit ans, qui en est toujours le directeur artistique.

## Catégories de récompense
- Griffon d'or (Golden Griffin)
- Griffon d'argent (Silver Griffin)
- Griffon de bronze (Bronze Gryphon)
- Premiers écrans (Early Screens)

## Griffon d'or
- 1971 : Good bye, M. Chips (Goodbye, Mr. Chips), d'Herbert Ross
- 1972 : Batman, de Leslie H. Martinson
- 1973 : In tre verso l'avventura, de Pino Passalacqua
- 1974 : Perché?, de Nino Zanchin
- 1975 : Il Venditore di palloncini, de Mario Gariazzo
- 1976 : La Linea del fiume, d'Aldo Scavarda
- 1977 : Vive nous (Abbasso tutti, viva noi), de Luigi Mangini
- 1978 : Stringimi forte papà, de Michele Massimo Tarantini
- 1979 : La Carica delle patate, de Walter Santesso
- 1980 : Le Seigneur des anneaux (The Lord of the Rings), de Ralph Bakshi
- 1981 : On m'appelle Malabar (Occhio alla penna), de Michele Lupo
- 1982 : La Rebelión de los pájaros, de Lluís Josep Comerón
- 1983 : Der Prinz hinter den sieben Meeren, de Walter Beck
- 1984 : Operación chocolate, de José Alcalde
- 1985 : De hombre a hombre, de Tito Fernández
- 1986 : A Summer in a Sea Shell (Poletje v skoljki), de Tugo Stiglic
- 1987 : Il Coraggio di parlare, de Leandro Castellani
- 1988 : Big Shots, de Robert Mandel
- 1989 : Fierro... l'été des secrets (El Verano del potro), d'André Mélançon
- 1990 : Corsa di primavera, de Giacomo Campiotti
- 1991 : The Public House (Kazyonnyy dom), d'Albert S. Mkrtchyan
- 1992 : Frida - Straight from the Heart (Frida - med hjertet i hånden), de Berit Nesheim
- 1993 : Marie de Marian Handwerker
- 1994 : Beyond the Sky (Høyere enn himmelen), de Berit Nesheim
- 1995 : Clockwork Mice, de Vadim Jean
- 1996 : The Whole of the Moon, de Ian Mune
- 1997 : Cries of Silence, d'Avery Crounse
- 1998 : Les Puissants (The Mighty), de Peter Chelsom
- 1999 : Amy, de Nadia Tass
- 2000 : The Sky Will Fall (Il Cielo cade), d'Antonio et Andrea Frazzi
- 2001 : Jimmy Grimble (There's Only One Jimmy Grimble), de John Hay
- 2002 : Scars (Glasskår), de Lars Berg
- 2003 : Wondrous Oblivion, de Paul Morrison
- 2004 : The 4th Floor (Planta 4ª), d'Antonio Mercero
- 2005 : Innocent Voices (Voces inocentes), de Luis Mandoki
- 2006 : The Legend of Johnny Lingo, de Steven Ramirez
- 2007 : Lille mand, d'Esben Tønnesen
- 2008 : Blind de Tamar van den Dop
- 2009 : My Suicide de David Lee Miller
- 2010 : Blessed de Ana Kokkinos
- 2011 : Beautiful Boy d'Eric Gozlan, Shawn Ku et Lee Clay et Submarine de Richard Ayoade
- 2012 : Barbie de Sang-woo Lee et Les Chevaux de Dieu de Nabil Ayouch

## Griffon de bronze
- 1998 : Paulie, le perroquet qui parlait trop (Paulie) de John Roberts